# Aleksej Verbov
Aleksej Igorevič Verbov (in russo Алексей Игоревич Вербов?; Mosca, 31 gennaio 1982) è un allenatore di pallavolo e pallavolista russo, tecnico del Kuzbass.

## Palmarès

### Giocatore

#### Club
- Campionato russo: 5

2013-14, 2014-15, 2015-16, 2016-17, 2017-18
- Coppa di Russia: 4

2014, 2015, 2016, 2017
- Supercoppa russa: 4

2015, 2016, 2017, 2018
- Campionato mondiale per club: 1

2017
- Champions League: 4

2014-15, 2015-16, 2016-17, 2017-18

#### Nazionale (competizioni minori)
- European League 2004
- Memorial Hubert Wagner 2013
- Memorial Hubert Wagner 2018

#### Premi individuali
- 2013 - Campionato europeo: Miglior libero

### Allenatore

#### Club
- Coppa di Russia: 1

2019

### Nazionale (competizioni minori)
- Universiade 2019